# Governo de Kern
O governo de Kern (em alemão Bundesregierung Kern) é o governo federal da República da Áustria desde 18 de maio de 2016, durante a décima quinta legislatura do Conselho nacional.

## Composição

### Inicial (17 de maio de 2016)
- Os novos ministros estão indicados em negrito, os que têm atribuições alteradas em itálico.

| Cargo                                                                             | Nome | Nome | Partido |
| --------------------------------------------------------------------------------- | --- | ---- | ------- |
| Chanceler da Áustria                                                              | Christian Kern                                                                                             | SPÖ  |         |
| Vice-chancheler Ministro federal da Ciência, da Investigação e da Economia        | Reinhold Mitterlehner                                                                                      | ÖVP  |         |
| Ministro federal das Finanças                                                     | Hans Jörg Schelling                                                                                        | ÖVP  |         |
| Ministro federal da Europa, da Integração e dos Assuntos Estrangeiros             | Sebastian Kurz                                                                                             | ÖVP  |         |
| Ministro federal da Família e da Juventude                                        | Sophie Karmasin                                                                                            | Sans |         |
| Ministro federal da Saúde e das Mulheres                                          | Sabine Oberhauser (jusqu'au 15/02/2017) Alois Stöger (intérim) Pamela Rendi-Wagner (à partir du 8/03/2017) | SPÖ  |         |
| Ministro federal do Interior                                                      | Wolfgang Sobotka                                                                                           | ÖVP  |         |
| Ministro federal da Justiça                                                       | Wolfgang Brandstetter                                                                                      | Sans |         |
| Ministro federal das Artes, da Cultura, da Constituição e dos Médias              | Thomas Drozda                                                                                              | SPÖ  |         |
| Ministro federal da Defesa nacional e do Desporto                                 | Hans Peter Doskozil                                                                                        | SPÖ  |         |
| Ministro federal da Agricultura, das Florestas, do Ambiente e das Àguas           | Andrä Rupprechter                                                                                          | ÖVP  |         |
| Ministro federal do Trabalho, dos Assuntos sociais e da proteção dos consumidores | Alois Stöger                                                                                               | SPÖ  |         |
| Ministro federal da Educação                                                      | Sonja Hammerschmid                                                                                         | SPÖ  |         |
| Ministro federal dos Transportes e da Tecnologia                                  | Jörg Leichtfried                                                                                           | SPÖ  |         |

### Artigos Relacionados
- Governo Federal (Áustria)
- Eleições parlamentares austríaco 2013
- Grande coligação (Áustria)

- Portal da política
- Portal da Áustria